# Hikikomori (Album)
Hikikomori (Eigenschreibweise HiKiKoMoRi) ist das dritte Studioalbum der japanischen Sängerin Chiai Fujikawa und nach dem Vorgänger Ai wa Headphone kara das zweite Album, welches im Jahr 2020 erscheint. Veröffentlicht wird das elf Stücke umfassende Werk am 24. November 2020 über das japanische Label Nippon Columbia. Es hat eine Spielzeit von 50 Minuten und 23 Sekunden.
Das Album beinhaltet das Lied Bakemono to yobarete, welches im Abspann der Anime-Fernsehserie Talentless Nana (jap. Munō na Nana) zu hören ist. Zudem wurde das auf dem Album befindliche Stück Ari no mamade zum Titellied des Doramas Kasouken no Onna genutzt.

## Hintergrund
Am 3. September 2020 kündigte Fujiwara die Herausgabe ihres inzwischen dritten Studioalbums für den 24. November 2020 an. Damit erscheint das Album knapp sieben Monate nach der Veröffentlichung ihres zweiten Albums Ai wa Headphone kara. Da aufgrund der COVID-19-Pandemie alle Konzertveranstaltungen abgesagt wurden, wurde das Album schneller fertig als geplant, sodass eine Veröffentlichung noch im Jahr 2020 möglich wurde.
Das Album erscheint in einer regulären Version mit elf Titeln, sowie in einer limitierten Version, welche als Extra eine Blu-ray-Disc mit der Aufzeichnung ihres YouTube-Konzertes im Juni aufwartet.
Am 30. Oktober 2020 veröffentlichte Chiai Fujikawa mit Bakemono to yobarete ihre erste Singleauskopplung mitsamt Musikvideo. Dieses wurde von Kensaku Kakimoto, der bereits mit Musikern wie Ryuichi Sakamoto, One Ok Rock, Mr. Children und den Radwimps zusammenarbeitete, produziert. Das Lied ist im Abspann der Anime-Fernsehserie Talentless Nana zu hören. Am 12. Oktober erschien mit Ari no mamade die zweite Single mitsamt Musikvideo. Dieses Stück fungiert zudem als Titellied zur 20. Staffel des Doramas Kasouken no Onna des japanischen Fernsehsenders TV Asahi.
Die Musik wurde von Ryutaro Fujinaga und Yusuke Takeda, beides Mitglieder des Komponisten-Kollektivs Elements Garden komponiert, während Chiai Fujikawa selbst die Liedtexte von zehn Stücken schrieb. Das elfte Stück auf dem Album ist ein Coverlied.

## Titelliste
| Nr. | Titel                                                | Autoren                                        | Länge | Anmerkungen                                                |
| --- | ---------------------------------------------------- | ---------------------------------------------- | ----- | ---------------------------------------------------------- |
| 1   | Watashi ni nite inai kanojo (私に似ていない彼女)     | Ryutaro Fujinaga (Musik) Chiai Fujikawa (Text) | 3:36  |                                                            |
| 2   | Yojōhan sensō (四畳半戦争)                           | Yusuke Takeda (Musik) Fujikawa (Text)          | 4:35  |                                                            |
| 3   | Dare mo shiranai (誰も知らない)                      | Takeda (Musik) Fujikawa (Text)                 | 4:38  |                                                            |
| 4   | Ari no mamade (ありのままで)                         | Fujinaga (Musik) Fujikawa (Text)               | 4:24  | • 2. Single • Musikvideo                                   |
| 5   | Nightmare                                            | Takeda (Musik) Fujikawa (Text)                 | 3:57  |                                                            |
| 6   | Waremono chūi (ワレモノ注意)                         | Takeda (Musik) Fujikawa (Text)                 | 4:26  |                                                            |
| 7   | Rifurein (リフレイン)                                | Takeda (Musik) Fujikawa (Text)                 | 4:33  |                                                            |
| 8   | Kioku (記憶)                                         | Takeda (Musik) Fujikawa (Text)                 | 5:01  |                                                            |
| 9   | Kidoairaku no saisho to saigo (喜怒哀楽の最初と最後) | Fujinaga (Musik) Fujikawa (Text)               | 4:31  |                                                            |
| 10  | Bakemono to yobarete (バケモノと呼ばれて)            | Fujinaga (Musik) Fujikawa (Text)               | 4:29  | • 1. Single • Musikvideo • Abspanntitel zu Talentless Nana |
| 11  | Enjo kosai (援助交際)                                | Kazunobu Mineta (Musik, Text)                  | 6:13  | • Bonustitel • Ging-Nang-Boyz-Cover                        |

## Erfolg
Das Album stieg in der Woche des 7. Dezember 2020 auf Platz 48 in den japanischen Albumcharts von Oricon ein. In den japanischen Top-100-Albumcharts des Musikmagazins Billboard stieg HiKiKoMoRi auf Platz 39 ein.